# Zaburzenie konwersyjne
Zaburzenie konwersyjne – kategoria diagnostyczna wykorzystywana w niektórych psychiatrycznych systemach klasyfikacyjnych. Stosowana jest do opisu pacjentów prezentujących objawy neurologiczne, takie jak np. niedoczulica, niedowidzenie, paraliż lub drgawki, u których podstaw nie leżą żadne organiczne przyczyny. Zaburzenia te wywołują u chorego znaczne cierpienie, a ich początek można powiązać z urazem psychicznym z przeszłości. Może on wpłynąć zarówno na zdrowie psychiczne pacjenta, jak i na przebieg innej istniejącej już choroby psychicznej, np. depresji. Zaburzenie konwersyjne w DSM-5 stało się podtypem nowej grupy zaburzeń – zaburzeń pod postacią czynnościowych objawów neurologicznych, jednak w odróżnieniu od pozostałych zaburzeń tej kategorii, do rozpoznania konieczny jest wpływ czynnika psychicznego. ICD-10 z kolei traktuje zaburzenie konwersyjne jako synonim zaburzeń dysocjacyjnych.
Pierwsze opisy chorób, które można identyfikować jako zaburzenie konwersyjne pochodzą ze starożytnego Egiptu. Dawniej były diagnozowane jako histeria. Koncepcja zaburzenia konwersyjnego pochodzi z końca XIX wieku, gdy neurolodzy Jean-Martin Charcot i Sigmund Freud oraz psycholog Pierre Janet podjęli się badań nad histerią. Przed rozpoczęciem badań, ludzie z histerią często byli posądzani o symulowanie. Samo pojęcie "konwersja" wzięło się z Freudowskiej teorii, że lęk jest "konwertowany" na fizyczne dolegliwości.

## Objawy
Zaburzenie konwersyjne rozpoczyna się od kontaktu ze stresorem, może być wynikiem traumatycznego przeżycia bądź psychicznego cierpienia. Zazwyczaj objawy dotyczą narządów zmysłów lub motoryki pacjenta. Typowymi objawami jest ślepota, częściowy bądź całkowity paraliż, utrata mowy, głuchota, odrętwienie, kłopoty z przełykaniem, nietrzymanie moczu bądź stolca, kłopoty z równowagą, drgawki, drżenia i kłopoty z chodzeniem. Gdy brak jest innego medycznego wyjaśnienia przyczyny dolegliwości, te symptomy pozwalają postawić rozpoznanie zaburzenia konwersyjnego. Objawy z reguły pojawiają się nagle. Zaburzenie konwersyjne najczęściej dotyka osoby w przedziale wiekowym 10–35 lat i od około 0,011% do 0,5% populacji. 
Zaburzenie konwersyjne może przebiegać z dowolnymi spośród podanych poniżej objawów: 
Zaburzenia motoryki: 
- Zaburzenia koordynacji i równowagi
- Osłabienie/paraliż kończyny bądź całego ciała
- Zaburzenie bądź utrata mowy
- Kłopoty z przełykaniem (dysfagia) bądź uczucie przeszkody w gardle
- Zatrzymanie moczu
- Psychogenne, niepadaczkowe drgawki
- Przewlekła dystonia
- Drżenia, mioklonie bądź inne zaburzenia ruchu
- Zaburzenia chodu (astazja-abazja)
- Utraty przytomności (omdlenia)

Zaburzenia narządów zmysłów: 
- Zaburzenia widzenia, ślepota, podwójne widzenie
- Zaburzenia słuchu, głuchota
- Utrata bądź zaburzenie czucia dotyku lub bólu

Objawy konwersyjne najczęściej przebiegają w sposób niezgodny z ludzką fizjologią i anatomią. Stwierdzono, że prezentowane symptomy są w dużej mierze odzwierciedleniem tego, jak chory wyobraża sobie budowę ciała i sposób jego funkcjonowania i im mniej wiedzy o ludzkim ustroju posiada, tym bardziej nieprawdopodobne są prezentowane przez niego objawy. 

## Diagnoza
Obecnie zaburzenie konwersyjne zaliczane jest do grupy zaburzeń pod postacią funkcjonalnych objawów neurologicznych. W przypadku zaburzenia konwersyjnego przyczyną jest uraz psychiczny. Do kryteriów diagnostycznych według DSM-5 należą:
1. Pacjent ma przynajmniej jeden objaw świadczący o upośledzeniu spontanicznej motoryki lub czucia
2. Obserwacje kliniczne i badania wykazują niezgodność między prezentowanymi objawami a znaną neurologiczną lub medyczną przypadłością
3. Objawu lub deficytu nie da się lepiej wyjaśnić inną chorobą psychiczną bądź somatyczną
4. Objaw lub deficyt powoduje klinicznie istotne cierpienie bądź zaburza życie towarzyskie, zawodowe lub inny ważny aspekt życia albo jest wskazaniem do pogłębienia diagnostyki medycznej

Czas trwania:
1. Epizod ostry – poniżej 6 miesięcy
2. Postać przewlekła – 6 miesięcy bądź więcej

Uraz psychiczny:
1. Obecny – zaburzenie konwersyjne
2. Nieobecny – zaburzenia pod postacią funkcjonalnych objawów neurologicznych

### Wykluczenie chorób neurologicznych
Objawy zaburzenia konwersyjnego przypominają typowe symptomy schorzeń neurologicznych (np. udar, stwardnienie rozsiane, epilepsja czy hipokaliemiczne porażenie okresowe), dlatego do postawienia rozpoznania konieczne jest wykluczenie organicznej przyczyny choroby. Bardzo rzadko zdarza się, by pacjenci z chorobami neurologicznymi cierpieli także na zaburzenie konwersyjne.

### Wykluczenie symulowania choroby
W najnowszych kryteriach DSM-5 nie ma już wymogu udowodnienia, że choroba nie jest symulacją. Wynika to z faktu, że nie ma badań diagnostycznych, które umożliwiałyby jej wykrycie. Symulację rozpoznać można tylko wtedy, gdy sam pacjent przyzna się do oszustwa, bądź zostanie przyłapany na udawaniu dolegliwości.

### Mechanizm psychologiczny
Najtrudniejszym elementem diagnozy jest stwierdzenie psychologicznej przyczyny obserwowanych zaburzeń. Nawet jeśli początek choroby można powiązać ze znanym czynnikiem psychicznym, wciąż nie jest do końca jasne, jaki jest mechanizm powstawania objawów w zaburzeniu konwersyjnym. Pacjenci mogą nie mieć psychologicznego stresora, a mimo to cierpieć z powodu niewyjaśnionych objawów neurologicznych i w takiej sytuacji DSM-5 klasyfikuje ich chorobę jako zaburzenia pod postacią funkcjonalnych objawów neurologicznych.

## Rokowanie
Zaburzenie konwersyjne u różnych osób może mieć skrajnie odmienny przebieg. U niektórych pacjentów objawy znikają w ciągu kilku tygodni, u innych mogą trwać całe lata bądź dziesięciolecia. Istnieją również dowody na to, że nie ma leku na zaburzenie konwersyjne i choć pacjenci mogą osiągnąć remisję, nawrót choroby może nastąpić w dowolnym momencie ich życia. Co więcej, część z pacjentów którzy zostali „wyleczeni” wciąż zgłasza obecność objawów, choć stopień ich nasilenia jest niewielki.